# Cecelia Wolstenholme
Cecelia Wolstenholme (Mánchester, 18 de mayo de 1915-Mánchester, 25 de octubre de 1968) fue una deportista británica que compitió en natación. Ganó dos medallas en el Campeonato Europeo de Natación, oro en 1931 y bronce en 1934.

## Palmarés internacional
| Campeonato Europeo | Campeonato Europeo    | Campeonato Europeo | Campeonato Europeo |
| Año                | Lugar                 | Medalla            | Prueba             |
| ------------------ | --------------------- | ------------------ | ------------------ |
| 1931               | París (Francia)       | Medalla de oro     | 200 m braza        |
| 1934               | Magdeburgo (Alemania) | Medalla de bronce  | 4 × 100 m libre    |